# Изборна скупштина САНУ 2018.
Изборна скупштина за избор нових чланова Српске академије наука и уметности (САНУ), која се организује на сваке три године, одржана је у четвртак 8. новембра 2018. године у Београду у свечаној сали зграде САНУ, са почетком од 11 часова.
На Скупштини се бирају редовни, дописни и инострани чланови. Укупно је предложено 48 кандидата и то 18 кандидата да се из дописних унапреде у редовне чланове, 26 кандидата за нове дописне и 4 кандидата за иностране чланове. На овој скупштини изабрано је 16 редовних чланова, 14 дописних чланова и 4 инострана члана.
Пре ове скупштине САНУ је имала 92 редовна и 36 дописних чланова, а после 108 редовних и 34 дописна члана.

## Припреме
Председништво САНУ је 30. октобра 2017. објавило позив у коме наводи ко може да предложи кандидате за чланове САНУ, као и „Посебно упутство са критеријумима за циклус избора у чланство САНУ у 2018. години“. По том упутству рок за предају предлога за редовне и дописне чланове које не предлаже одељење САНУ или Огранак САНУ у Новом Саду био је 31. јануар 2018.
Медији су писали о пријављивању кандидата наводећи имена пријављених који су више познати јавности. Пристигло је 109 номинација за нове чланове ван САНУ, комисија за праћење избора је одбацила 14 пријава због техничких мањкавости, а 95 је ушло у поступак селекције. Било је више кругова селекције кандидата, о том поступку и делимичним исходима извештавали су медији. У јуну је представљен коначни списак кандидата од чега је 26 предложено за дописне чланове. Комисија је водила рачуна да укупан број чланова у радном саставу, редовних и дописних, после скупштине не може да буде већи од 160 јер је то ограничење одређено изменом статута САНУ 2017. године. Како је у том тренутку било 133 члана у радном саставу, и у случају да свих 26 предложених кандидата буде изабрано, остало би се у тим оквирима. Изменом статута 2017. године предвиђено је да свако одељење може имати највише 25 чланова у свом радном саставу.
У јуну 2018. Извршни одбор САНУ је издао саопштење осврћући се на критике везане за изборни процес. Било је критика и на то саопштење. У октобру је поново издато саопштење САНУ, а настављене су и критике на рачун рада САНУ.
САНУ је пристиглу изборну грађу дала на увид јавности од 31. августа до 20. септембра 2018. Том приликом су основне информације о предложеним кандидатима за изборну скупштину објављене на интернет презентацији САНУ. Тада су установе, удружења и појединци могли да у писаној форми подносе Председништву САНУ приговоре на реферате за избор кандидата и на мишљења одељења САНУ. Рок предвиђен за приговоре био је 28. септембар 2018.
На почетку саме скупштине је установљено да академија има 128 чланова, али се њих 120 рачуна у кворум, 88 редовних и 32 дописна члана. За избор дописних и иностраних чланова био је потребан 61 глас, а за избор редовних чланова, о чему одлучују само редовни чланови, 45 гласова. На самој скупштини гласало је 110 чланова. Председник изборне комисије био је академик Дејан Поповић.

## Кандидати

### Изабрани чланови
Коначни списак кандидата за чланове САНУ формиран је према информацијама са сајта САНУ. На овој скупштини изабрани су следећи предложени кандидати:
| Име и презиме         | Год. рођења | Струка                | Одељење                           | Бр. гласова |
| --------------------- | ----------- | --------------------- | --------------------------------- | ----------- |
| Зоран Радовић         | 1946.       | физичар               | за математику, физику и гео-науке | 62          |
| Милан Судар           | 1946.       | геолог - палеонтолог  | за математику, физику и гео-науке | 57          |
| Миодраг Матељевић     | 1949.       | математичар           | за математику, физику и гео-науке | 52          |
| Слободан Милосављевић | 1941.       | хемичар               | хемијских и биолошких наука       | 62          |
| Радмила Петановић     | 1950.       | биолог                | хемијских и биолошких наука       | 62          |
| Радомир Саичић        | 1961.       | хемичар               | хемијских и биолошких наука       | 53          |
| Милош Којић           | 1941.       | инжењер машинства     | техничких наука                   | 59          |
| Зоран Кривокапић      | 1955-2022   | хирург                | медицинских наука                 | 70          |
| Милорад Митковић      | 1950-2021   | ортопедски хирург     | медицинских наука                 | 55          |
| Петар Сеферовић       | 1951.       | кардиолог             | медицинских наука                 | 54          |
| Горан Петровић        | 1961-2024   | књижевник             | језика и књижевности              | 68          |
| Злата Бојовић         | 1939.       | историчар књижевности | језика и књижевности              | 64          |
| Милован Данојлић      | 1937-2022   | књижевник             | језика и књижевности              | 49          |
| Александар Костић     | 1947.       | психолог              | друштвених наука                  | 51          |
| Љубодраг Димић        | 1956.       | историчар             | историјских наука                 | 72          |
| Милица Стевановић     | 1933.       | сликарка              | ликовне и музичке уметности       | 71          |

| Име и презиме            | Год. рођења | Струка                | Одељење                           | Бр. гласова |
| ------------------------ | ----------- | --------------------- | --------------------------------- | ----------- |
| Жељко Шљиванчанин        | 1967.       | физичар               | за математику, физику и гео-науке | 80          |
| Тања Ћирковић Величковић | 1972.       | хемичар               | хемијских и биолошких наука       | 67          |
| Влада Вељковић           | 1953.       | инжењер технологије   | техничких наука                   | 72          |
| Татјана Симић            | 1964.       | лекар, биохемичар     | медицинских наука                 | 81          |
| Јован Делић              | 1949.       | историчар књижевности | језика и књижевности              | 66          |
| Зоран Пауновић           | 1962.       | англиста              | језика и књижевности              | 66          |
| Љубинко Раденковић       | 1951.       | етнолингвиста         | језика и књижевности              | 76          |
| Алпар Лошонц             | 1958.       | економиста            | друштвених наука                  | 73          |
| Павле Петровић           | 1947.       | економиста            | друштвених наука                  | 77          |
| Драган Војводић          | 1959.       | историчар уметности   | историјских наука                 | 83          |
| Вујадин Иванишевић       | 1958.       | археолог              | историјских наука                 | 92          |
| Мира Радојевић           | 1959.       | историчар             | историјских наука                 | 69          |
| Јелена Јовановић         | 1964.       | музиколог             | ликовне и музичке уметности       | 79          |
| Сава Халугин             | 1946.       | вајар                 | ликовне и музичке уметности       | 91          |

| Име и презиме   | Год. рођења | Струка                 | Одељење                           | Бр. гласова |
| --------------- | ----------- | ---------------------- | --------------------------------- | ----------- |
| Џелал Шенгор    | 1955.       | геолог                 | за математику, физику и гео-науке | 95          |
| Мирослав Крстић | 1964.       | инжењер електротехнике | техничких наука                   | 91          |
| Мауро Ферари    | 1959.       | инжењер машинства      | техничких наука                   | 96          |
| Еуђен Симион    | 1933-2022   | историчар књижевности  | језика и књижевности              | 103         |

### Кандидати који нису изабрани
У наредне две табеле на списковима се налазе кандидати који су бирани на изборној скупштини 8. новембра 2018. али нису изабрани за чланове САНУ.
| Име и презиме      | Год. рођења | Струка              | Одељење              |
| ------------------ | ----------- | ------------------- | -------------------- |
| Велимир Радмиловић | 1948.       | инжењер металургије | техничких наука      |
| Слободан Грубачић  | 1942.       | германиста          | језика и књижевности |

| Име и презиме           | Год. рођења | Струка                | Одељење                     |
| ----------------------- | ----------- | --------------------- | --------------------------- |
| Марјан Никетић          | 1961.       | биолог                | хемијских и биолошких наука |
| Алекса Обрадовић        | 1965.       | биолог                | хемијских и биолошких наука |
| Павле Павловић          | 1962.       | биолог                | хемијских и биолошких наука |
| Славиша Трајковић       | 1965.       | инжењер грађевине     | техничких наука             |
| Драгослав Шумарац       | 1955.       | инжењер грађевине     | техничких наука             |
| Михајло Пантић          | 1957.       | историчар књижевности | језика и књижевности        |
| Слободан Антонић        | 1959.       | социолог              | друштвених наука            |
| Милена Драгићевић Шешић | 1954.       | културолог            | друштвених наука            |
| Мирјана Рашевић         | 1955.       | демограф              | друштвених наука            |
| Ђорђе Бубало            | 1969.       | историчар             | историјских наука           |
| Милета Продановић       | 1959.       | сликар                | ликовне и музичке уметности |
| Борислав Стојков        | 1941.       | урбаниста             | ликовне и музичке уметности |

После изборне скупштине председник САНУ Владимир Костић је најавио оставку на ту функцију.
САНУ није на свом сајту објавила списак свих предложених кандидата у току изборног процеса. Међу онима чије се име није нашло на изборној скупштини, јер нису прошли претходне кругове селекције, а били су предложени, медији су наводили следећа имена: Драгољуб Мићуновић, Загорка Голубовић, Нада Поповић Перишић, Борка Павићевић, Марија Богдановић, Свенка Савић, Латинка Перовић, Корнелија Ичин, Јелена Ђорђевић, Софија Стефановић, Драгор Хибер, Младен Лазић, Драган Митровић, Драган Симеуновић, Мирољуб Јефтић, Драган Симић, Миломир Степић, Радослав Гаћиновић, Љубомир Маџар, Млађен Ковачевић, Миомир Јакшић, Владимир Првуловић, Јован Бабић, Слободан Дивјак, Илија Марић, Рајко Буквић, Бојан Јовановић, Драган Жунић, Снежана Смедеревац, Даница Андрејевић, Милован Витезовић, Срба Игњатовић, Милош Ковачевић, Адам Пуслојић, Зоран Живковић, Петар Зец, Мирољуб Тодоровић, Јован Зивлак, Миодраг Стојановић, Лазар Давидовић, Арсен Ристић, Момир Миков, Милан Недељковић, Мирослав Ђорђевић, Тихомир Веиновић, Радан Џодић, Миодраг Стојковић, Ђорђе Кадијевић, Слободан Самарџић, Милан Брдар, Миомир Кораћ, Добри Стојановић, Зоран Ерић, Ивана Стефановић, Милош Шобајић. Међу онима чија је кандидатура одбачена из формалних разлога били су Светлана Слапшак, Милош Арсенијевић, Радомир Дамњановић Дамњан и Сава Ракочевић.